# مارك ميلر (لاعب كرة قدم أمريكية)
مارك ميلر (بالإنجليزية: Mark Miller)‏ هو لاعب كرة قدم أمريكية أمريكي، ولد في 13 أغسطس 1956 في كانتون في الولايات المتحدة.

## وصلات خارجية
- مارك ميلر على موقع مرجع كرة القدم المحترفة.كوم (الإنجليزية)